# Sant Antoni d'Aramunt

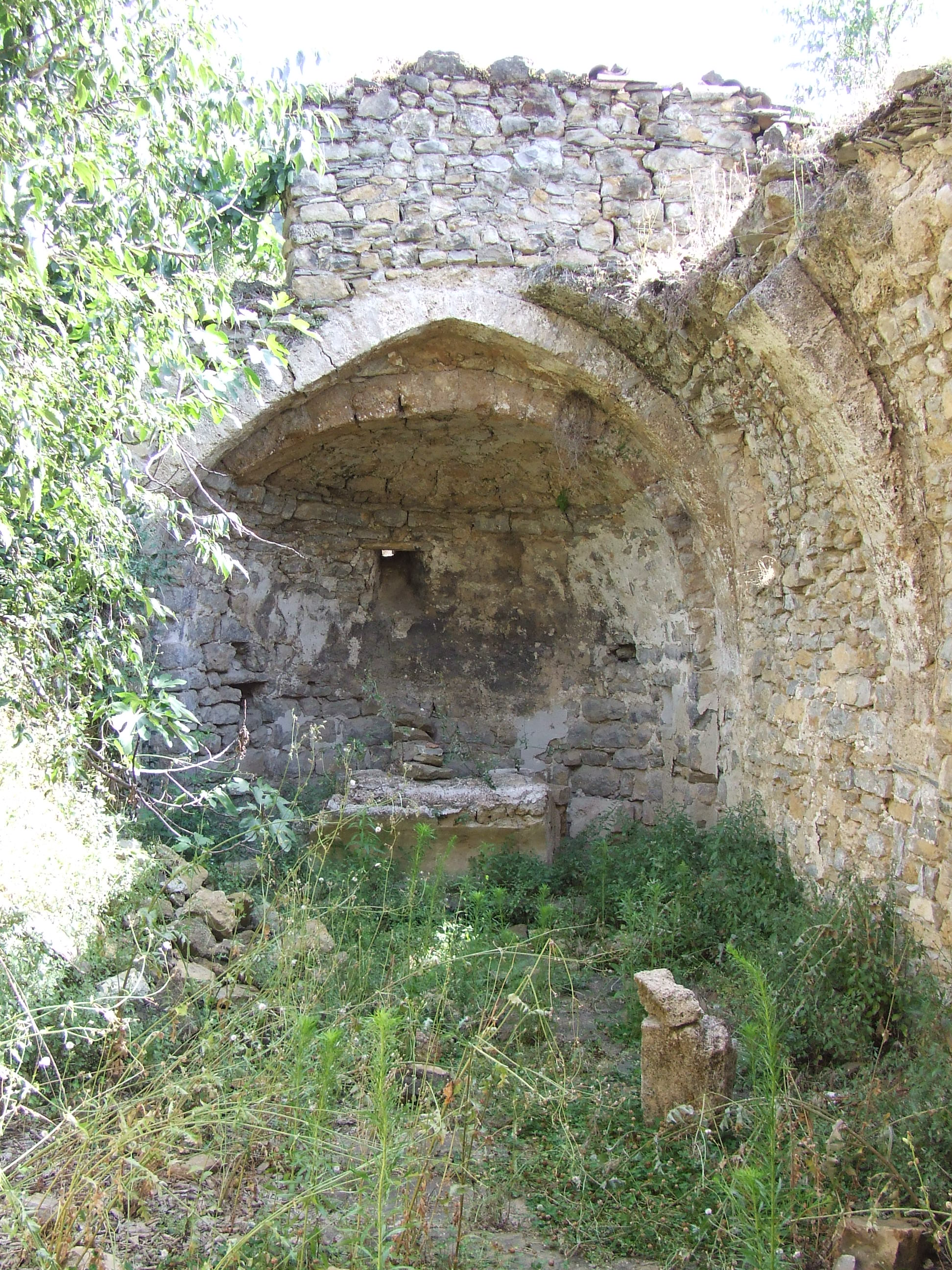
Interior de l'església

Sant Antoni d'Aramunt és una capella romànica del poble d'Aramunt, pertanyent al municipi de Conca de Dalt, al Pallars Jussà. Fins al 1969 formava part del terme municipal d'Aramunt.

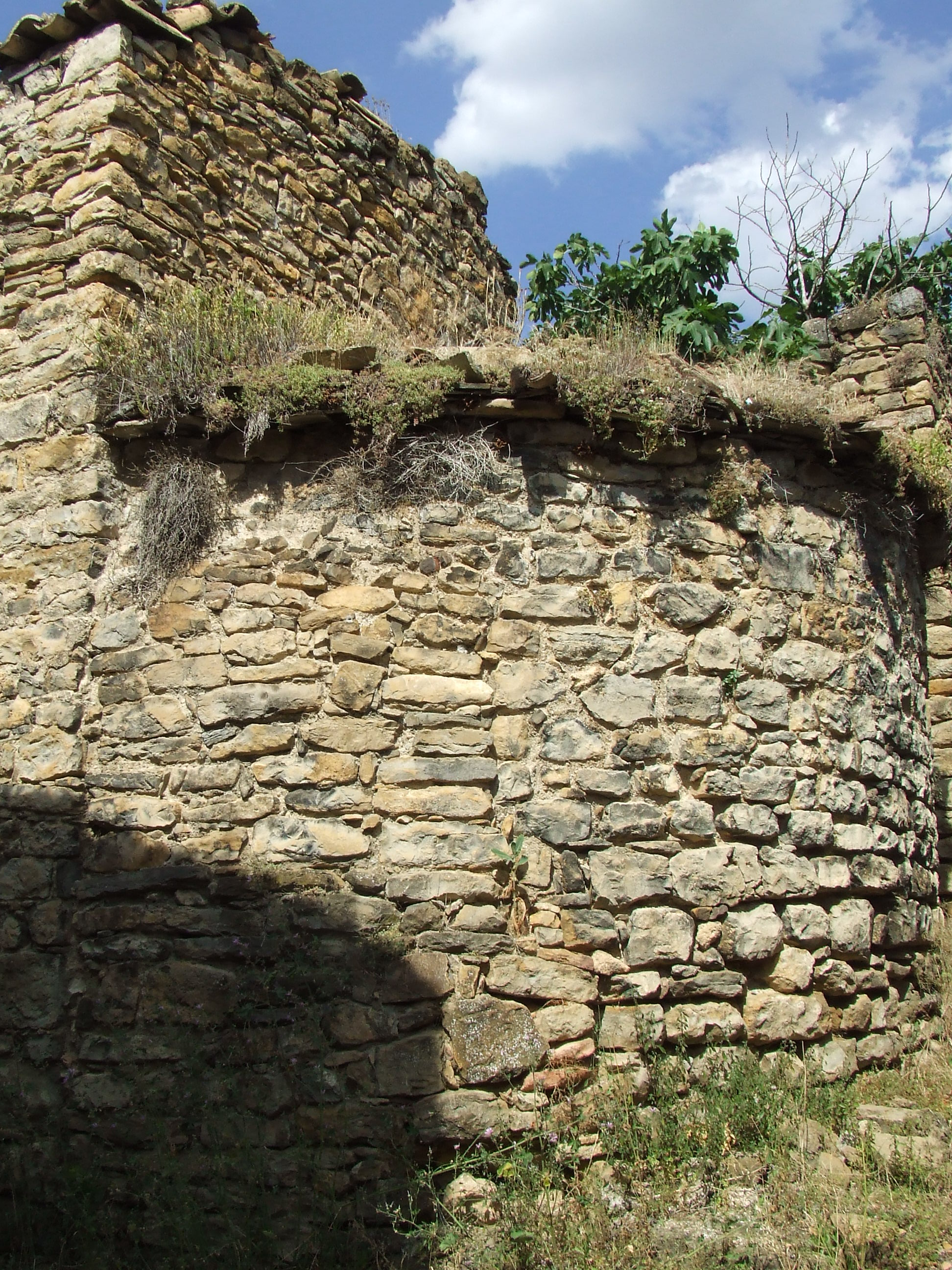
Absis de l'església

Aquesta església, dedicada a sant Antoni Abat, és dins del nucli abandonat d'Aramunt, actualment anomenat Aramunt Vell, en una placeta que s'obria entre els costeruts carrerons del poble, a mitjana distància entre el portal de baix i l'església parroquial de Sant Fructuós, situada al lloc més elevat de la vila.
L'església, ara en ruïnes, era un temple d'una sola nau, amb absis semicircular a llevant. Precisament és l'absis l'únic element que es conserva sencer. També es conserven l'arc presbiterial, lleugerament apuntat, i els murs perimetrals, amb l'artrencada de la volta de la nau, que era de punt rodó.